# Chrysocrambus dentuellus
Chrysocrambus dentuellus is een vlinder uit de familie grasmotten (Crambidae). De wetenschappelijke naam is voor het eerst geldig gepubliceerd in 1938 door Pierce & Metcalfe.
De soort komt voor in Europa.